# نهر عيشة
نهر عيشة (أو حي السيدة عائشة) حي شعبي سوري في مدينة دمشق يغلب على ابنيته الطابع العشوائي يقع في المثلث الفاصل بين حي الميدان وحي القدم يقسم اوتستراد درعا الدولي جزئه الشرقي إلى قسمين ويعد من الاحياء المشمولة بالمخطط التنظيمي الخاص بالمرسوم 66 للعام2012. يتبع اداريا لمنطقة القدم.
 
ينحدر سكانه من خليط متنوع من المحافظات السورية مثل مهجرين من الجولان المحتل وأهالي الشام القديمة وبالأخص أهالي حي الميدان الدمشقي. يقدّر عدد سكانه بين 30 إلى 60 ألف نسمة.